# 我 (王傑專輯)
《我》為臺灣歌手王傑的第十七張個人專輯，也是第十一張國語專輯，發行於1993年1月6日，由飛碟唱片公司發行，唱片編號：UFO-93271。

## 專輯簡介
專輯由王傑、陳大力共同製作，陳大力監製，同名主打歌「我」於電影《戰龍在野》便已先曝光，並在1992年12月26日民生報年度十大偶像頒獎典禮中，王傑首次現場演唱，而「我」的MTV拍攝中有不少飛車特技的危險鏡頭，均由王傑親自執導拍攝；專輯中亦特別收錄了92年相當賣座的兩張單曲「回家」、「無悔無憾」，而「Baby I'm Your Man」這首歌是王傑親自作詞作曲獻給莫綺雯的定情曲，並也邀其演出MTV（兩人亦於93年4月結婚），在1月發行專輯後，王傑僅僅上了5次的電視綜藝節目，銷售量仍輕鬆突破30萬大關，專輯中的歌曲「我」、「紅塵有你」、「無悔無憾」也在各地電台排行榜（新加坡、馬來西亞、中國沿海省份）拿下冠軍。

## 曲目
| 曲序 | 曲名               | 曲            | 詞     | 編曲            | 附註                                                                           | 粵語版本                         |
| 01   | 我                 | 陳大力 陳秀男 | 陳大力 | Ricky Ho        | 電影《戰龍在野》主題曲                                                         | 她，收錄於專輯《她》             |
| 02   | Baby I'm Your Man  | 王傑          | 王傑   | Ricky Ho        | 亦收錄於專輯《她》                                                             |                                  |
| 03   | 夢會醒             | 王傑          | 王傑   | Ricky Ho        |                                                                                | 如果你是個夢，收錄於專輯《她》   |
| 04   | 你就真的丟下我     | 陳志遠        | 張方露 | 陳志遠          |                                                                                |                                  |
| 05   | 無悔無憾           | 陳大力 陳秀男 | 陳大力 | Ricky Ho        | 華視八點檔《書劍恩仇錄》主題曲                                                 | 過路人，收錄於專輯《她》         |
| 06   | 我                 | 陳大力 陳秀男 | 陳大力 | Ricky Ho        | 吉他版                                                                         |                                  |
| 07   | 什麼時候才能夠     | 王傑          | 王傑   | Ricky Ho        |                                                                                |                                  |
| 08   | 我還是永遠的愛著你 | 曾仲影        | 慎芝   | Ricky Ho        | O. T. 我還是永遠的愛着你(電影"我還是永遠愛着你"主題曲) / 湯蘭花 ⓟⓒ1969 - 8     |                                  |
| 09   | 紅塵有你           | 李子恆        | 李子恆 | Iskandar Ismail | 電影《戰龍在野》插曲 華視單元劇《劉伯溫傳奇》片頭曲                            | 夢全是你，收錄於專輯《她》       |
| 10   | 當你說要走         | 徐嘉良        | 林美杏 | Iskandar Ismail |                                                                                | 情情愛愛，收錄於專輯《她》       |
| 11   | 善變的謊言         | Ricky Ho      | 劉虞瑞 | Ricky Ho        |                                                                                | 絕對未快樂，收錄於專輯《她》     |
| 12   | 什麼時候才能夠     | 王傑          | 王傑   | Ricky Ho        | 抒情版                                                                         | 假如能夠，收錄於專輯《影視金曲》 |
| 13   | 回家               | 陳大力 陳秀男 | 劉虞瑞 | Ricky Ho        | 1992年伯朗咖啡廣告曲 （錄音帶未收錄，僅收錄於CD版本） 先以單曲形式於1992年發行 | 街燈，收錄於專輯《她》           |

## 唱片版本
- 錄音帶版
- CD版

## 專輯文案
每一次表演時
 
大家都聚精會神地觀賞他的表演 
 
鼓掌、叫好、喝彩、獻花
 
他永遠是所有目光的焦點

而每一次幕落後 

大家各自回家
 
各自過著自己的生活 
 
各自擁有自己的煩惱與快樂 

有多少人還會記得他
  
在默默中所給我們的安撫與一切

從『一場遊戲一場夢』到現在
 
王傑
 
一直把他的努力、他的心血、他的才華
 
甚至他的生命 

寄託在歌中 

交付予每一位聽歌者的手中 

就像蠟燭燃燒自己一般
 
沒有保留

面對這樣一個
 
願意把『我』交出來的歌手朋友 
 
我們真的已經得到太多太多了

他一直不習慣說
 
只是把他自己一點一滴地交出來 

唱進歌裡 

而我們每一個在他周圍的人
 
都只能為他的全心投入而不舍
  
我們知道 

無論何時、無論何處
 
他會毫不考慮地 
 
為每一位支持他的朋友獻出自己

請你用心聽歌
 
你可以聽見王傑為你

所付出的一切 

聽見王傑的心

## 音樂錄影帶
- 我 （页面存档备份，存于）（林美貞主演）
- Baby I'm Your Man （页面存档备份，存于）（莫綺雯主演）
- 紅塵有你 （页面存档备份，存于）
- 我還是永遠的愛著你 （页面存档备份，存于）
- 回家 （页面存档备份，存于）